# Lourdes Méndez Monasterio
Pour les articles homonymes, voir Kiko Méndez-Monasterio.
Lourdes Méndez Monasterio, née le 11 février 1957, est une femme politique espagnole membre du Parti populaire puis de Vox.

## Biographie
Lourdes Méndez Monasterio est avocate et mère de six enfants. Elle est la sœur du journaliste Kiko Méndez-Monasterio, l'un des plus proches conseillers de Santiago Abascal. Son grand-père maternel est le général José Monasterio, un officier franquiste de premier plan qui a participé à la préparation du coup d'État de 1936 contre la République espagnole.

### Carrière politique
Lourdes Méndez Monasterio est membre du Parti populaire (PP) pendant 25 ans. Elle est conseillère municipale de San Javier dans les années 1990, députée régionale de Murcie (1999-2003), conseillère du travail au sein du gouvernement régional (2002-2004) et députée nationale du PP de 2004 à 2015. Elle a également siégé au sein l'exécutif national du PP pendant huit ans.
Elle est également membre de l'Opus Dei et de plusieurs organisations anti-avortement. 
Elle quitte le PP en 2017, reprochant au gouvernement de Mariano Rajoy de ne pas avoir révoqué la loi de 2010 légalisant l'avortement en Espagne. Elle rejoint Vox et est élue députée au Congrès des députés pour la XIIIe législature lors des élections générales anticipées du 28 avril 2019 dans la circonscription de Murcie. Elle est réélue lors des élections générales anticipées du 10 novembre 2019 pour la XIVe législature.